# Ciste na jetri
Ciste na jetri ili cistična jetra je naziv koji se koristi da označi patološko stanje koje se obično odnosi na solitarne neparazitne ciste jetre, takođe poznate i kao jednostavne ciste. U tom smislu treba razlikovati, više drugih cističnih lezija jetre od jednostavnih cisti. 
Kod pacijenata sa jednostavnim jetrenim cistama, opšte je prihvaćeno da njihovo laparoskopsko uklanjanje nudi najbolju ravnotežu između efikasnosti i sigurnosti. Kako pacijenti sa policističnom bolesti jetre treba da se leče, ostaje i dalje manje jasno jer su stope neuspeha za njihovo laparoskopsko uklanjanje i fenestraciju visoke. Resekcija jetre, iako efikasnija, nosi veće rizike. Tretiranje hidatidnih cisti i dalje je kontroverzno. Kako se u literaturi navodi, iz više iskustva, indikacije za PAIR (punkcija, aspiracija, injekcija, reaspiracija) u odnosu na operaciju su ograničene.  

## Epidemiologija
Precizna prevalencija i učestalost cista na jetri nije poznata, jer većina ne izaziva simptome; međutim, procenjeno je da se ciste jetre javljaju kod oko 5% populacije.
Ne više od 10-15% ovih pacijenata ima simptome koji ukazuju na cistu jetre. 
Ciste jetre se obično dijagnostikuju kao slučajni nalaz na radiološkom snimanju ili tokom laparotomije zbog drugih bolesti.

## Vrste cističnih lezija jetre
Cistične lezije jetre uključuju sledeće cistične oblike — jednostavne ciste, policistične bolesti jetre, hidatidne (parazitne) ciste, cistične tumore, apsces jetre. Ova stanja se obično mogu razlikovati na osnovu kliničke slike, kliničke anamneze i radiografskog nalaza lezije. Duktalne ciste, holedohalne ciste i Carolijeva bolest, razlikuju se od ostalih cisti jetre koje nastaju iz žučnih vodova i neće biti prikazane u ovom članku.

### Jednostavne ciste jetre
Uzrok jednostavnih jetrenih cista nije poznat, ali se veruje da su kongenitalne. Ciste su obložene epitelom bilijarnog tipa, možda su rezultat progresivne dilatacije bilijarnih mikrohamartoma. 
Budući da ove ciste retko sadrže žuč, trenutna hipoteza je da mikrohartomi ne uspevaju da razviju normalne veze sa bilijarnim stablom. Tipično, fluid unutar ciste ima sastav elektrolita koji oponaša plazmu, dok su žuč, amilaza i leukociti odsutni. 
Kako jednostavna cist stalno izlučuje tečnost iz epitelne sluzokože ciste, aspiracija iglom jednostavnih cista, kao oblik terapije, nije uspešna, a recidiv je normalna pojava.

### Višestruke ciste jetre
Višestruke ciste jetre javljaju u okviru bolesti označene pod nazivom policistična bolest jetre (PCLD). Ova bolest je kongenitalna i obično je povezan sa autosomno dominantnom policističnom bubrežnom bolesti (AD-PKD). 
Mutacije gena kod ovih pacijenata su identifikovane u genima PKD1 i PKD2. Povremeno se PCLD javlja i u odsustvu policistične bolesti bubrega (PKD). Kod ovih pacijenata je identifikovan treći gen, protein kinaza C supstrat 80K-H (PRKCSH). Uprkos ovim razlikama u genotipu, pacijenti sa PCLD su slični fenotipski.
Kod pacijenata sa policističnom bolesti bubrega (PKD), ciste bubrega obično prethode cisti jetre. PKD često rezultuje insuficijencijom bubrega, dok je cista jetra samo retko su povezana sa fibrozom jetre i insuficijencijom jetre.

### Parazitne ciste (cistična ehinokokoza) jetre
Parazitne ili hidatidne ciste uzrokovane zarazom — parazitom Echinococcus granulosus. Ovaj parazit se nalazi širom sveta, ali je posebno čest u područjima uzgoja ovaca i stoke.
Odrasla trakavica živi u organima za varenje mesojeda, kao što su psi ili vukovi. Jaja se eliminišu stolicom i nehotice ih unose srednji domaćini, kao što su ovce, stoka ili ljudi. Larve jaja napadaju zid creva i mezenterične krvne sudove srednjeg domaćina, i cirkulacijom dospevaju do jetre. 
U jetri, larve rastu i postaju cistične. Hidatidna cista razvija spoljašnji sloj inflamatornog tkiva i unutrašnju germinalnu membranu koja proizvodi ćerke ciste. 
Kada mesojedi progutaju uaraženu jetru srednjeg domaćina, iz cista kćeri se oslobađaju paraziti u tankom crevu i prerastaju u odrasle crve, čime se završava životni ciklus crva.

### Cistični tumori jetre
Tumori jetre sa centralnom nekrozom vizuelizovani na snimanja često se pogrešno dijagnostikuju kao ciste jetre, jer su prave intrahepatične neoplastične ciste jetre jako retke.
Uzrok cistadenoma i cistadenokarcinoma je nepoznat, ali oni mogu predstavljati proliferaciju abnormalnih analoga embriona žučne kese ili bilijarnog epitela. Ovi cistiĉni tumori su oivičeni kuboidnim ili stubičastim ćelijama i okruženi su stromom ovarijuma. Cistadenom je premaligna lezija sa neoplastičnom transformacijom u cistadenokarcinom sa tubulopapilarnom arhitekturom i invazijom bazalne membrane.
U retrospektivnoj studiji, Kim i saradnici su istražili vrednosti kvantitativnog mapiranja boje ufrakcije jetrenog arterijskog pojačanja (AEF) kao metodu za otkrivanju hepatocelularnog karcinoma (HCC). Istraživači su utvrdili da kada se mapiranje boja analizirane u kombinaciji sa višeslojnim skeniranjem kompjuterizovanom tomografijom (CT), srednja osetljivost za detekciju HCC-a dostigla je 88,8%, u poređenju sa 71,7% osjetljivosti za HCC detekciju korištenjem samo višeslojnih CT skeniranja.

### Apsces jetre
Jetreni apscesi mogu biti amebijazni ili bakterijskog porekla. 
Parazitski ili amebijazni
Entamoeba histolytica je patogen uzročnik kod amebijaznog apscesa. Dobija se od hrane ili vode koja je kontaminirana larvama amebe u stadijem parazitarne ciste. Amebijaza obično napada samo crevo, ali može dospeti u mezenterične venule što dovodi do apscesa jetre. Njegov jedini domaćin je čovek. 
Gnojni ili piogeni
Piogeni apscesi mogu biti rezultat inflamacije, ali su najčešće uzrokovani uzlaznim holangitisom tokom bilijarne opstrukcije. Izolovani mikroorganizmi najčešće potiču iz crevne flore. Ostali putevi kontaminacije uključuju portalnu venu i jetrenu arteriju.
Pacijenti sa intraabdominalnim infekcijama takođe mogu razviti piogeni apsces jetre nakon širenja bakterija kroz portalni venski sistem. Hematogeno širenje preko jetrene arterije kod pacijenata sa septikemijom je retko.

## Prognoza
U nekoliko malih studija, kod pacijenata podvrgnutih laparoskopskom otklanjanju jednostavnih cisti jetre prijavljena je stopa izlečenja od 90% ili više. Dok većina autora navodi poboljšanje kvaliteta života kod skoro svih bolesnika nakon uklanjanja ciste.T
Međutim bolesnici sa policističnom bolešću jetre (PCLD) nakon operacije imaju nižu stopu izlečenja (39-78%)

## Literatura
- Damiani MF, Carratù P, Tatò I, Vizzino H, Florio C, Resta O (септембар 2012). „Recurrent pulmonary embolism due to echinococcosis secondary to hepatic surgery for hydatid cysts”. J Comput Assist Tomogr. 36 (5): 534—5.
- Kim, K. W.; Lee, J. M.; Klotz, E.;  . (фебруар 2009). „Quantitative CT color mapping of the arterial enhancement fraction of the liver to detect hepatocellular carcinoma”. Radiology. 250 (2): 425—34.
- Kneuertz, P. J.; Marsh, J. W.; de Jong MC, Covert K, Hyder O, Hirose K;  . (август 2012). „Improvements in quality of life after surgery for benign hepatic tumors: Results from a dual center analysis”. Surgery. 152 (2): 193—201.
- Morino M, De Giuli M, Festa V, Garrone C (фебруар 1994). „Laparoscopic management of symptomatic nonparasitic cysts of the liver”. Indications and results. Annals of Surgery. 219 (2): 157—64.
- Hansen, P.; Bhoyrul, S.; Legha, P.;  . (јануар 1997). „Laparoscopic treatment of liver cysts”. J Gastrointest Surg. 1 (1): 53—47..
- Fabiani P, Mazza D, Toouli J, Bartels AM, Gugenheim J, Mouiel J (март 1997). „Laparoscopic fenestration of symptomatic non-parasitic cysts of the liver”. British Journal of Surgery. 84 (3): 321—2.
- Martin, I. J.; McKinley, A. J.; Currie EJ; Holmes, P; Garden, O. J. (август 1998). „Tailoring the management of nonparasitic liver cysts”. Annals of Surgery. 228 (2): 167—72.
- Katkhouda N, Hurwitz M, Gugenheim J, Mavor E, Mason RJ, Waldrep DJ;  . (април 1999). „Laparoscopic management of benign solid and cystic lesions of the liver”. Annals of Surgery. 229 (4): 460—6.
- Zacherl J, Scheuba C, Imhof M, Jakesz R, Függer R (јануар 2000). „Long-term results after laparoscopic unroofing of solitary symptomatic congenital liver cysts”. Surg Endosc. 14 (1): 59—62.
- Fiamingo P, Tedeschi U, Veroux M, Cillo U, Brolese A, Da Rold A;  . (април 2003). „Laparoscopic treatment of simple hepatic cysts and polycystic liver disease”. Surg Endosc. 17 (4): 623—6.
- Robinson, T. N.; Stiegmann, G. V.; Everson, G. T. (јануар 2005). „Laparoscopic palliation of polycystic liver disease”. Surg Endosc. 19 (1): 130—2.
- Konstadoulakis, M. M.; Gomatos, I. P.; Albanopoulos, K; Alexakis, N.; Leandros, E. (јануар 2005). „Laparoscopic fenestration for the treatment of patients with severe adult polycystic liver disease”. Am J Surg. 189 (1): 71—5.
- Fabiani P, Iannelli A, Chevallier P, Benchimol D, Bourgeon A, Gugenheim J (мај 2005). „Long-term outcome after laparoscopic fenestration of symptomatic simple cysts of the liver”. British Journal of Surgery. 92 (5): 596—7.
- Mazza, O. M.; Fernandez, D. L.; Pekolj, J.;  . (децембар 2009). „Management of nonparasitic hepatic cysts”. J Am Coll Surg. 209 (6): 733—9.
- Amendolara M, Bucca D, Barbarino C, Romano MF, Marino G, Zucchelli M, et al. Surgical management of symptomatic simple hepatic cysts. G Chir. 2012 Jan-Feb. 33(1—2):17-20.
- Gall, T. M.; Oniscu, G. C.; Madhavan, K.;  . (2009). „Surgical management and longterm follow-up of non-parasitic hepatic cysts”. HPB (Oxford). 11 (3): 235—41.
- Schnelldorfer, T.; Torres, V. E.; Zakaria, S.;  . (јул 2009). „Polycystic liver disease: a critical appraisal of hepatic resection, cyst fenestration, and liver transplantation”. Annals of Surgery. 250 (1): 112—8.
- Akbulut, S.; Senol, A.; Sezgin, A.;  . (фебруар 2010). „Radical vs conservative surgery for hydatid liver cysts: experience from single center”. World J Gastroenterol. 16 (8): 953—9.
- Delis, S. G.; Bakoyiannis, A.; Karakaxas, D.;  . (2009). „Hepatic parenchyma resection using stapling devices: peri-operative and long-term outcome”. HPB (Oxford). 11 (1): 38—44.

## Spoljašnje veze
|  | Molimo Vas, obratite pažnju na važno upozorenje u vezi sa temama iz oblasti medicine (zdravlja). |